# 马安泰
马安泰（1931年—2007年），男，回族，新疆哈密人，中国伊斯兰教人物，曾任中国伊斯兰教协会副会长，第九届全国政协委员。